# (3764) Holmesacourt
(3764) Holmesacourt (1980 TL15) – planetoida z pasa głównego asteroid okrążająca Słońce w ciągu 3,38 lat w średniej odległości 2,25 j.a. Została odkryta 10 października 1980 roku.